# Lista de pirâmides do Egito
| Faraó              | Nome antigo                            | Nome moderno                          | Dinastia                       | Local                                       | Altura (m)                 | Volume (cu.m)                      | Imagem |
| Joser              | desconhecido                           | Pirâmide de Joser                     | 3ª (c. 2686 – 2 613 a.C.)      | Sacará                                      | 60m                        | 330.400                            |        |
| Tireis             | desconhecido                           | Pirâmide de Tireis                    | 3ª                             | Sacará                                      | 7m                         | 33.600 (incompleta)                |        |
| Mesócris (incerto) | desconhecido                           | Pirâmide Estratificada                | 3ª                             | Zauiate Ariane                              | 20m                        | 47.040 (possivelmente incompleta)  |        |
| Seneferu           | Seneferu perdura                       | Meidum                                | 4ª                             | Meidum                                      | desconhecida               | 638.733 (possivelmente incompleta) |        |
| Seneferu           | Seneferu brilha no Sul                 | Pirâmide Curvada                      | 4ª                             | Dachur                                      | 105m                       | 1.237.040                          |        |
| Seneferu           | Seneferu brilha no Norte               | Pirâmide Vermelha                     | 4ª                             | Dachur                                      | 105m                       | 1.694.000                          |        |
| Quéops             | Horizonte de Quéops                    | Pirâmide de Quéops                    | 4ª                             | Gizé                                        | 146m                       | 2.583.283                          |        |
| Tanquerés          | Céu estrelado de Tanquerés             | Pirâmide de Tanquerés                 | 4ª                             | Abu Rawash                                  | (possivelmente incompleta) | 131.043 (incompleta)               |        |
| Biquéris? Setecá?  | Estrela de ..?..-Cá                    | Pirâmide incompleta de Zauiate Ariane | 4ª (incerto)                   | Zauiate Ariane                              | desconhecida               | (nunca construída)                 |        |
| Quéfren            | Quéfren é grande                       | Pirâmide de Quéfren                   | 4ª                             | Gizé                                        | 145,5m                     | 2.211.096                          |        |
| Miquerinos         | Miquerinos é divino                    | Pirâmide de Miquerinos                | 4ª                             | Gizé                                        | 65,5m                      | 235.183                            |        |
| Userquerés         | Os locais puros de Userquerés          | Pirâmide de Userquerés                | 5ª (c. 2498 – 2 345 a.C.)      | Sacará                                      | 49m                        | 87.906                             |        |
| Sefrés             | A Ascensão do Espírito de Sefrés       | Pirâmide de Sefrés                    | 5ª                             | Abusir                                      | 47m                        | 96.542                             |        |
| Neferircaré        | Ba de Neferircaré                      | Pirâmide de Neferircaré               | 5ª                             | Abusir                                      | 54m                        | 257.250                            |        |
| Neferefré          | O poder de Neferefre é divino          | Pirâmide de Neferefré                 | 5ª                             | Abusir                                      | desconhecida               | (incompleta)                       |        |
| Sisires            | incerto                                | Pirâmide de Sisires                   | 5ª                             | Abusir                                      | desconhecida               |                                    |        |
| Raturés            | Os assentos de Raturés perdurarão      | Pirâmide de Raturés                   | 5ª                             | Abusir                                      | 51,68m                     | 112.632                            |        |
| Menquerés          | Os locais divinos de Menquerés         | Pirâmide de Menquerés                 | 5ª                             | Sacará                                      | n.d.                       | n.d.                               |        |
| Tanquerés          | Belo é Tanquerés                       | Pirâmide de Tanquerés                 | 5ª                             | Sul de Sacará                               | 52,5m                      | c.107.835                          |        |
| Unas               | Os locais de Unas são bonitos          | Pirâmide de Unas                      | 5ª                             | Norte de Sacará                             | 43m                        | 47.390                             |        |
| Teti               | Os locais de Teti resistirão           | Pirâmide de Teti                      | 6ª (c. 2345 – 2 181 a.C.)      | Norte de Sacará                             | 52,5m                      | 107.835                            |        |
| Pepi I             | A beleza de Pepi pode perdurar         | Pirâmide de Pepi I                    | 6ª                             | Sul de Sacará                               | 52,5m                      | c. 107.835                         |        |
| Merenrê            | A beleza de Merenrê aparece            | Pirâmide de Merenrê                   | 6ª                             | Sul de Sacará                               | 52,5m                      | c. 107.835                         |        |
| Pepi II            | Pepi está estabelecido e vivo          | Pirâmide de Pepi II                   | 6ª                             | Sul de Sacará                               | 52,5m                      | c.107.835                          |        |
| Cacaré Ibi         | desconhecido                           | Pirâmide de Ibi                       | 8ª                             | Sul de Sacará                               | 21m                        | 6.994?                             |        |
| Cui                | desconhecido                           | Pirâmide de Cui                       | Primeiro Período Intermediário | Dara                                        | ?                          | n.d.                               |        |
| Mericaré           | Florescente são as moradas de Mericaré | Pirâmide de Mericaré                  | 10ª                            | desconhecido, possivelmente Norte de Sacará | n.d.                       | n.d.                               |        |
| Amenemés I         | Amenemés aparece no seu lugar          | Pirâmide de Amenemés I                | 12ª (c. 1991 – 1 803 a.C.)     | Lixte                                       | 55m                        | 129.360                            |        |
| Sesóstris I        | Sesóstris contempla as duas terras     | Pirâmide de Sesóstris I               | 12ª                            | Lixte                                       | 61,25m                     | 225.093                            |        |
| Amenemés II        | Amenemés é provido                     | Pirâmide Branca                       | 12ª                            | Dachur                                      | ?                          |                                    |        |
| Sesóstris II       | Sesóstris aparece                      | Pirâmide de Sesóstris II              | 12ª                            | Illahun (El-Lahun)                          | 48,6m                      | 185.665                            |        |
| Sesóstris III      | desconhecido                           | Pirâmide de Sesóstris III             | 12ª                            | Dachur                                      | 78m                        | 288.488                            |        |
| Amenemés III       | Amenemés é bonito                      | Pirâmide Negra                        | 12ª                            | Dachur                                      | 75m                        | 274.625                            |        |
| Amenemés III       | Amenemés vive                          | Pirâmide de Hauara                    | 12ª                            | Hauara                                      | 58m                        | 200.158                            |        |
| Amenemés IV (?)    | desconhecido                           | Pirâmide sul de Masguna               | 12ª ou 13ª                     | Sul de Masguna                              | (incompleta)               | n.d.                               |        |
| Esquemíofris (?)   | desconhecido                           | Pirâmide norte de Masguna             | 12ª ou 13ª                     | Norte de Masguna                            | (incompleta)               | n.d.                               |        |
| Ameni Quemau       | desconhecido                           | Pirâmide de Ameni Quemau              | 13ª (c. 1 790 a.C.)            | Sul de Sacará                               | 35m                        |                                    |        |
| Quenjer            | desconhecido                           | Pirâmide de Quenjer                   | 13ª (c. 1 760 a.C.)            | Sul de Sacará                               | 37,35m                     | c. 34.300                          |        |
| desconhecido       | desconhecido                           | Pirâmide sul de Sacará                | 13ª                            | Sul de Sacará                               | (incompleta)               | n.d.                               |        |
| Amósis I           | desconhecido                           | Pirâmide de Amósis                    | 18ª (c. 1550 – 1 292 a.C.)     | Abidos                                      | 10m                        |                                    |        |